# Barco fantasma

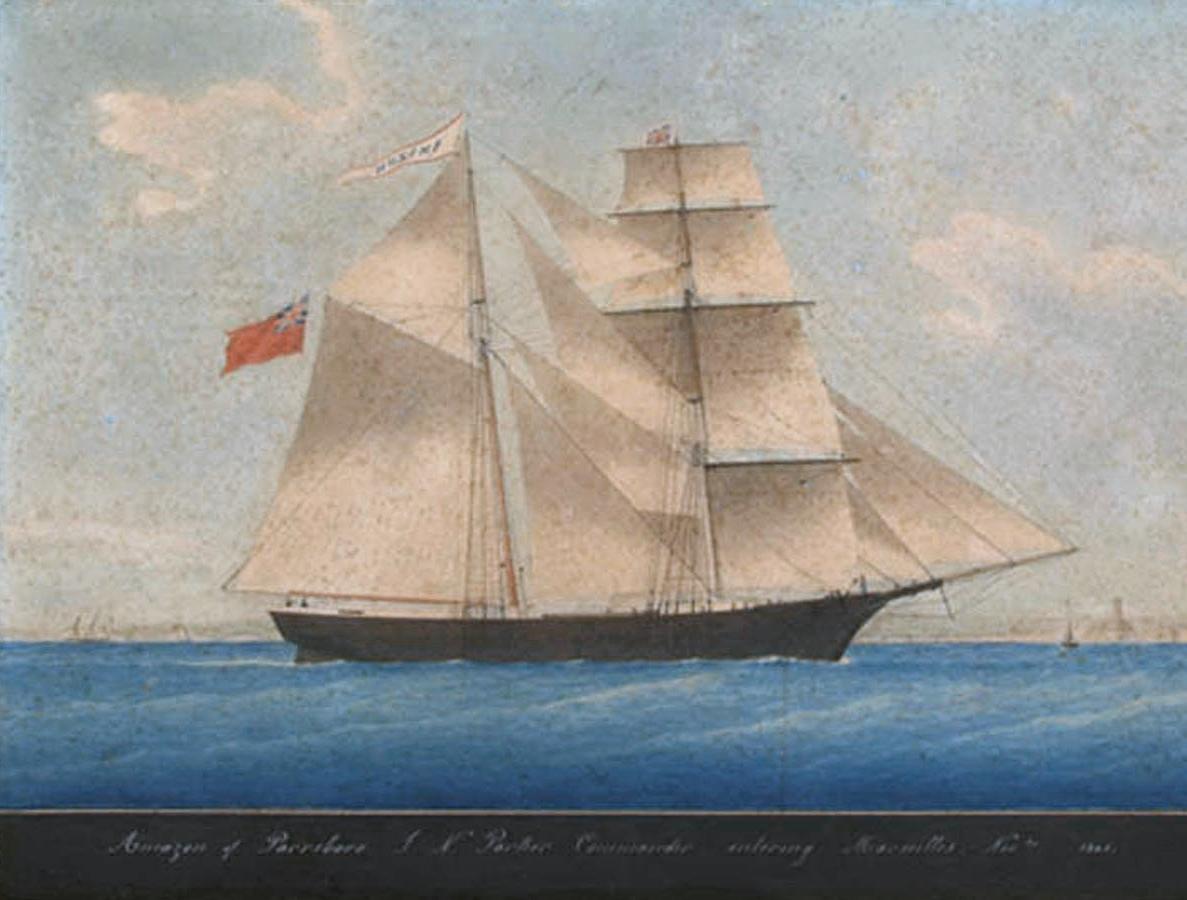
El bergantín Amazon en el puerto de Marsella en noviembre de 1861. Más tarde sería rebautizado como Mary Celeste, nombre con el que se haría famoso como barco fantasma.

Un barco fantasma es un barco sin tripulación viva a bordo que puede aludir a un barco que ha sido avistado –a menudo como una aparición– tras hundirse o a un barco hallado flotando sin tripulación a bordo.

## En la ficción
El barco fantasma más famoso con diferencia es "El holandés errante". Este barco se ha convertido en sinónimo del fenómeno, por lo que su nombre se usa a veces como término genérico para cualquier aparición de un barco fantasma.

### Literatura inglesa
Algunos ejemplos de barcos fantasma en la literatura inglesa son:
- Rime of the Ancient Mariner (1797-1798) de Samuel Taylor Coleridge
- Rokeby (1813) de Walter Scott.
- El Demeter en Drácula (1897) de Bram Stoker, en el que el cadáver del capitán fue atado al timón y entraba a puerto sorprendentemente indemne.

### Ópera
- El Holandés Errante de Richard Wagner, 1843.

### Cine
- Barco Fantasma, película de 2002 de Steve Beck.
- Triangle, película de 2009 de Christopher Smith.
- Caleuche (película), película chilena de 2012 de Jorge Olguín